# Bulbophyllum pseudoserrulatum
Bulbophyllum pseudoserrulatum là một loài phong lan thuộc chi Bulbophyllum.